# Henry L. Eustis
Pour les articles homonymes, voir Eustis.
Henry Lawrence Eustis (né le 1er février 1819 près de Boston et mort le 11 janvier 1885 à Cambridge) est un militaire, ingénieur et professeur américain.
Officier de l'armée américaine, il est Brigadier général dans l'armée de l'Union pendant la guerre de Sécession.